# Edmonton—St. Albert

Délimitation de la circonscription fédérale de la ville d'Edmonton - Saint Albert.

Edmonton—St. Albert était une circonscription électorale fédérale canadienne de l'Alberta.

## Circonscription fédérale
La circonscription se situait au centre de l'Alberta et représentait le nord-ouest est d'Edmonton et la ville de St. Albert. 
Les circonscriptions limitrophes étaient Edmonton-Centre, Edmonton-Est, Edmonton—Sherwood Park, Edmonton—Spruce Grove et Westlock—St. Paul. 
Elle possédait une population de 126 447 personnes, dont 94 333 électeurs, sur une superficie de 105 km². 

### Résultats électoraux
|       | Candidat            | Parti        | # de voix | % des voix |
|       | (x) Brent Rathgeber | Conservateur | +34 468,  | 63,46 %    |
|       | Kevin Taron         | Libéral      | +05 796,  | 10,67 %    |
|       | Brian LaBelle       | NPD          | +11 644,  | 21,44 %    |
|       | Peter Johnston      | Vert         | +02 409,  | 4,44 %     |
| Total | Total               | Total        | 54 317    | 100 %      |

|       | Candidat        | Parti        | # de voix | % des voix |
|       | Brent Rathgeber | Conservateur | +31 436,  | 61,65 %    |
|       | Sam Sleiman     | Libéral      | +07 441,  | 14,59 %    |
|       | Dave Burkhart   | NPD          | +08 045,  | 15,78 %    |
|       | Peter Johnston  | Vert         | +04 072,  | 7,99 %     |
| Total | Total           | Total        | 50 994    | 100 %      |

### Historique
La circonscription d'Edmonton—St. Albert a été créée en 2003 à partir des circonscriptions d'Edmonton-Nord, de St. Albert et d'Edmonton-Ouest. Abolie lors du redécoupage de 2012, elle fut redistribuée parmi St. Albert—Edmonton, Edmonton Griesbach et Edmonton Manning.
| Législature | Années    | Député | Député           | Parti politique              |
| ----------- | --------- | ------ | ---------------- | ---------------------------- |
| 38e         | 2004-2006 |        | John G. Williams | Parti conservateur du Canada |
| 39e         | 2006-2008 |        | John G. Williams | Parti conservateur du Canada |
| 40e         | 2008-2011 |        | Brent Rathgeber  | Parti conservateur du Canada |
| 41e         | 2011-2013 |        | Brent Rathgeber  | Parti conservateur du Canada |
| 41e         | 2013-2015 |        | Brent Rathgeber  | Indépendant                  |

1. ↑  Élections Canada.